# 天使 (甲斐バンドの曲)
「天使」（エンジェル）は1980年10月21日に発売された甲斐バンドの16枚目のシングル。

## 概要
オリコン最高位37位。
アルバム未収録だったが、シングルから6年後に発表された『REPEAT & FADE』においてリメイクされている。その際、若干歌詞が変えられている。
カップリングはアルバム『地下室のメロディー』収録曲。

## 収録曲
- 全作詞・作曲：甲斐よしひろ、編曲：甲斐バンド・星勝

1. 天使（エンジェル）
2. 一世紀前のセックス・シンボル